# Критчфилд, Уильям Берк
Уильям Берк Критчфилд (англ. William Burke Critchfield, 1923—1989) — американский ботаник и генетик.                     

## Биография
Уильям Берк Критчфилд родился 21 ноября 1923 года в городе Миннеаполис штата Миннесота. Вскоре его семья переехала в Северную Дакоту. Критчфилд учился в Сельскохозяйственном колледже Северной Дакоты (теперь Университет штата Северная Дакота). Во время Второй мировой войны служил в Тихоокеанском флоте. После окончания войны продолжил учиться в Калифорнийском университете в Беркли. В 1949 году получил степень бакалавра, в 1956 — доктора философии. С 1956 по 1959 Критчфилд работал генетиком в Гарвардском университете. С 1959 на протяжении 28 лет Уильям работал в Университете в Беркли. Он издал множество научных публикаций, посвящённых скрещиванию различных видов сосен. 11 июля 1989 года во время просмотра спектакля в театре в Сан-Франциско Уильям Критчфилд скончался от обширного инфаркта.

## Растения, названные в честь У. Б. Критчфилда
- Abies magnifica var. critchfieldii Lanner, 2010
- †Picea critchfieldii S.T.Jacks. & C.Weng, 1999
- †Pinus critchfieldii Axelrod & T.G.Hill, 1988